# Leo Luzian von Roten
Leo Luzian von Roten (* 6. Januar 1824 in Raron; † 5. August 1898 in Eischoll, heimatberechtigt in Raron und Sitten) war ein Schweizer Politiker (katholisch-konservativ), Redaktor und Dichter.

## Biografie
Leo Luzian von Roten kam am 6. Januar in Raron als Sohn des Advokaten, Landrats und Zendenpräsidenten Hildebrand von Roten und der Anna geborene de Courten zur Welt. Nach der Absolvierung der Kollegien in Brig und Freiburg widmete sich von Roten ab 1846 einem Studium der Rechte an der Ludwig-Maximilians-Universität München, das er 1850 abschloss. Zusätzlich legte er im selben Jahr das Notariatsexamen in Sitten ab.
In der Folge war er als Rechtskonsulent, daran anschliessend von 1860 bis 1876 als Adjunkt des Staatsschreibers tätig. Dazu wirkte er von 1856 bis 1878 als Redakteur des Walliser Wochenblatts, ab 1869 Walliser Bote, sowie ab 1864 als Lehrer für deutsche Literatur am Kollegium in Sitten. In der Schweizer Armee diente er im Rang eines Majors. Darüber hinaus trat er als Verfasser von Novellen, Epen und Dramen sowie der Walliser Hymne hervor.
Leo Luzian von Roten, der unverheiratet blieb, verstarb am 5. August 1898 im Alter von 74 Jahren in Eischoll. Er war der ältere Bruder des katholisch-konservativen Ständerats- und Nationalratsabgeordneten Hans Anton von Roten.

## Politischer Werdegang
Luzian von Roten, Parteimitglied der Katholisch-Konservativen, bekleidete auf kommunaler Ebene von 1850 bis 1852 das Amt des Gemeindepräsidenten von Raron. Auf kantonaler Ebene war er von 1850 bis 1876 sowie 1897 bis 1898 im Walliser Grossrat, in dem er zwischen 1856 und 1876 als deutscher Schreiber fungierte, und von 1876 bis 1897 im Staatsrat vertreten. Dazu war von Roten zwischen 1897 und 1898 als Regierungsstatthalter des Bezirks Raron eingesetzt. Auf Bundesebene vertrat er den Kanton von 1857 bis 1859 im Ständerat. Leo Luzian von Roten galt als die Führungspersönlichkeit der katholisch-konservativen Mehrheit des Wallis.

## Werke
- Wiederklänge aus dem Rhone-Thal. Gedichte. J.U. Schlossers Buch- und Kunsthandlung, Augsburg 1862 (Google)